# Kronstadt
Kronstadt (en ruso: Кронштадт) es una ciudad portuaria rusa, situada en la isla de Kotlin, en la bahía del Nevá del golfo de Finlandia, a cerca de 30 km al oeste de San Petersburgo, de la cual depende administrativamente.
En Kronstadt se encuentra la Comandancia General de la Armada de la Federación Rusa y la base general de la Flota del Báltico del mar homónimo, debido a la estratégica ubicación geográfica de la localidad, ya que permite defender la ciudad de San Petersburgo.
La etimología del nombre Kronstadt es de origen alemán y quiere decir 'Ciudad de la Corona' (Krone = 'Corona' y Stadt = 'Ciudad').

## Historia
Hacia 1867 tenía contabilizada una población de 45 115 habitantes y en 1897 de 59 539 habitantes.
Desde la época zarista, era una guarnición de la Armada Imperial Rusa, y, durante la Revolución de 1917, fue un centro importante de agitación revolucionaria. En 1921, los marinos de esta guarnición se rebelaron contra los bolcheviques bajo el grito «Vivan los sóviets libres y no al autoritarismo», la conocida como Rebelión de Kronstadt, que fue un levantamiento violentamente reprimido por los bolcheviques, cuando el Ejército Rojo tomó la guarnición al asalto a través del hielo durante el invierno, temiendo una infiltración en la fortaleza por el ejército blanco recién derrotado. En esta represión tuvieron un papel importante tanto el jefe de la policía secreta Feliks Dzerzhinski como el Comisario de Guerra León Trotski, cuyo prestigio político salió gravemente perjudicado por la violencia con que la operación fue ejecutada.

## Arquitectura
El monumento más imponente de la ciudad es la inmensa Catedral Naval, construida entre 1908 y 1913, que representa el apogeo de la arquitectura neobizantina rusa. La antigua Catedral de San Andrés, que databa de 1817 y era la gloria y orgullo de Kronstadt, fue destruida por los comunistas en 1932.
El centro histórico de Kronstadt, incluida la catedral, forman parte, con el código 540-002, del lugar Patrimonio de la Humanidad llamado «Centro histórico de San Petersburgo y conjuntos monumentales anexos»

## Demografía
| Gráfica de evolución de Kronstadt entre 1863 y 2020 |
|                                                     |